# Monte Artos
Monte Artos (em armênio: Արտոս լեռ; romaniz.: Artos leṙ; em curdo: Çiyayê Artosê) ou monte Chader (em turco: Çadır Dağı) é uma montanha (vulcão adormecido) na província de Vã, no leste da Turquia, perto da costa leste do lago de Vã, próximo da cidade de Guevaxe. Tem uma altura de 3 536 metros. Seu formato é de ferradura, com um lado íngreme para o nordeste. As partes próximas ao cume são cobertas de neve eterna, e as encostas são cobertas de florestas, prados e pastagens. Inúmeras nascentes fluem das encostas. Uma igreja foi construída perto do pico, e ao pé dela estava o Mosteiro de São Nexã (Surb Nšan).